# الوین (کلرادو)
الوین، کلورادو (به انگلیسی: Alvin, Colorado) یک منطقهٔ مسکونی در ایالات متحده آمریکا است که در کلرادو واقع شده‌است.

## خصوصیات
الوین ۱٬۰۹۷ متر بالاتر از سطح دریا واقع شده‌است.